# Жива праця
Жива́ пра́ця — свідома, доцільна діяльність людини, витрати розумової та фізичної енергії, спрямовані на створення споживчої вартості або корисного ефекту, необхідних для задоволення її власних потреб і потреб суспільства.